# 天興 (黎朝)
天興（てんこう）は、ベトナム後黎朝の前廃帝厲徳侯が使用した元号。1459年旧10月7日 - 1460年旧6月7日。『明史』は天与（天與）に作る。
なお、日本の「大正」改元の際、最終候補に残っていたのも天興であった。

## 西暦・干支との対照表
| 天興 | 元年   | 2年    |
| 西暦 | 1459年 | 1460年 |
| 干支 | 己卯   | 庚辰   |